# الولاية التاريخية السادسة
الولاية التاريخية السادسة أو الولاية التاريخية الصحراء هي إحدى الولايات السبع التي استحدثها القادة الثوار الجزائريين إبان ثورة التحرير الجزائرية. و هي أكبر الولايات جغرافيا تضم هذه الولاية مناطق من جنوب ولاية المدية حاليا و جزء من المسيلة و كامل ولاية الجلفة حاليا بالإضافة إلى الأغواط وغرداية وبسكرة والمغير وأولاد جلال والوادي وورقلة وتقرت والمنيعة وتمنراست وإليزي وجانت أقصى الجنوب الجزائري.

## السياق التاريخي
عقد في 20 أوت 1956 مؤتمر الصومام و قد قسم التراب الوطني إلى ست ولايات وكل ولاية إلى مناطق والمنطقة إلى نواح والناحية إلى قسمات والقسمة تضم مجالس.

## المجال الجغرافي

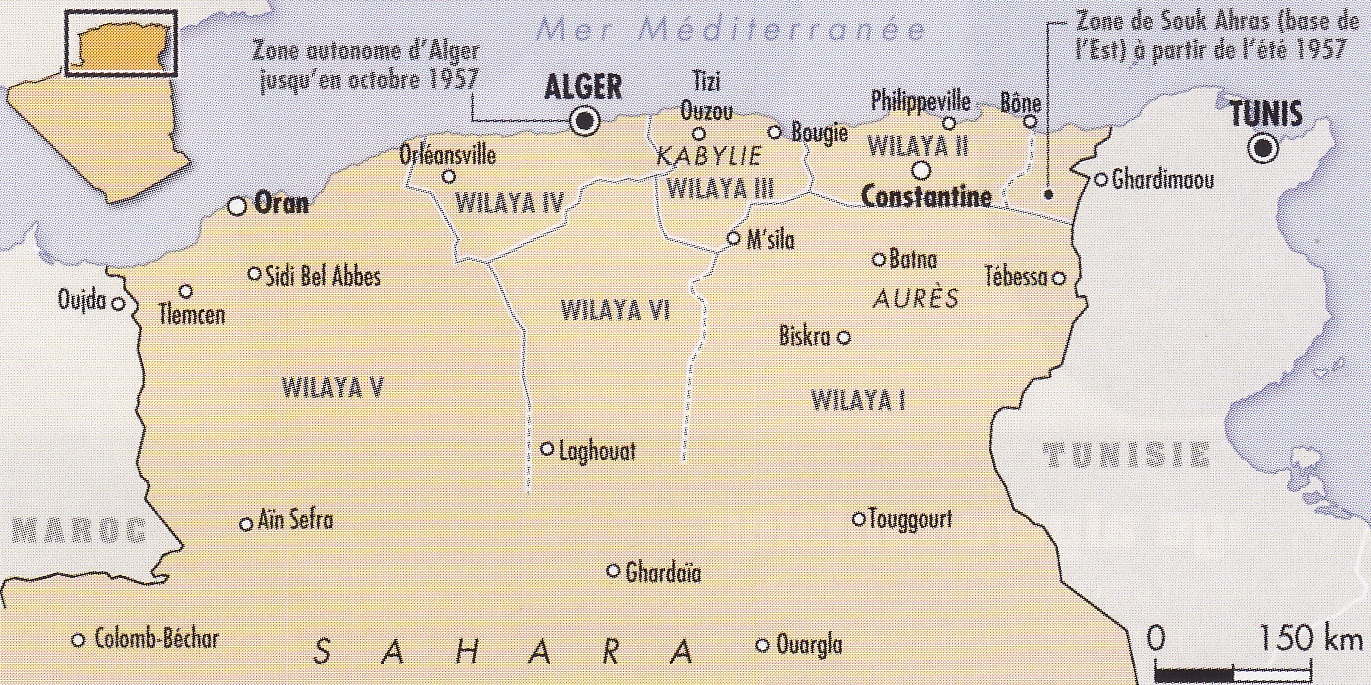
التقسيم الاقليمي للولايات التاريخية بعد مؤتمر الصومام 1956

الولاية التاريخية السادسة أخذت رقعة من الوطن تتجاوز نصف مساحة الجزائر، حيث تضم أربع مناطق:
- المنطقة الأولى تضم الجهة الشمالية القصوى من ولايتي الجلفة والمسيلة وجنوب ولاية المدية ونشطت تحت إشراف الولاية التاريخية الرابعة؛
- أما المنطقة الثانية فتضم جزء هاما من ولاية الجلفة ودوائرها الشمالية وجزء من شمال شرق ولاية الاغواط؛
- أما المنطقة الثالثة فتضم جنوب ولاية الجلفة وبوسعادة وغرداية والمنيعة وورقلة وتمنراست وإليزي وجانت إلى أقصى جنوب الجزائر.
- أما المنطقة الرابعة فتضم ولاية بسكرة والمغير و أولاد جلال و تقرت والوادي في شمال الصحراء و تنفتح على الحدود الجزائرية و تنفتح على حدود الدول المجاورة.[1]

## المقومات الثورية
التجانس الثقافي في هذه الولاية التاريخية والترعرع المبكر لحس القومية الجزائرية في أوساط الجزائريين، سواء أكانوا مقيمين أو المهاجرين في فرنسا في فترة ما بين الحربين، ساهم بشكل كبير في نجاح الثورة الجزائرية.

## القادة
| الترتيب | بداية | نهاية | صورة | عقيد           |
| ------- | ----- | ----- | ---- | -------------- |
| 1       | 1957  | 1956  |      | علي ملاح       |
| 2       | 1959  | 1957  |      | سي الحواس      |
| 3       | 1959  | 1959  |      | عمر ادريس      |
| 4       | 1959  | 1959  |      | الطيب الجغلالي |
| 5       | 1962  | 1960  |      | محمد شعباني    |